# 1931 în literatură
Anul 1931 în literatură a implicat o serie de evenimente și cărți noi semnificative. 

## Cărți noi
- Papucii lui Mahmud de Gala Galaction
- Shmuel Yosef Agnon – The Bridal Canopy
- Margery Allingham – Police at the Funeral
- Roberto Arlt – Los lanzallamas (The Flame-Throwers)
- E. F. Benson – Mapp and Lucia
- Arna Bontemps – God Sends Sunday
- Pearl S. Buck – The Good Earth
- Morley Callaghan – No Man's Meat
- Nellie Campobello – Cartucho
- John Dickson Carr
  - Castle Skull
  - The Lost Gallows
- Willa Cather – Shadows on the Rock
- Sigurd Christiansen – To levende og en død
- Agatha Christie – The Sittaford Mystery
- Elizabeth Jane Coatsworth – The Cat Who Went to Heaven
- N. D. Cocea – Vinul de viață lungă
- A. J. Cronin – Hatter's Castle
- E. E. Cummings – CIOPW
- Sergiu Dan – Dragoste și moarte în provincie
- Detection Club – The Floating Admiral
- Pierre Drieu La Rochelle – Will O' the Wisp
- Lord Dunsany – The Travel Tales of Mr. Joseph Jorkens
- William Faulkner
  - Sanctuary
  - These 13
- Jessie Redmon Fauset – The Chinaberry Tree
- Carlo Emilio Gadda – La madonna dei filosofi
- Emma Goldman – Living My Life
- Caroline Gordon – Penhally
- Dashiell Hammett – The Glass Key
- James Hanley – Boy
- Serge-Simon Held – La Mort du fer (The Death of Iron)
- Harold Heslop – Red Earth
- Georgette Heyer – The Conqueror
- James Hilton – Murder at School
- Knud Holmboe – Desert Encounter
- Fannie Hurst – Back Street
- Francis Iles – Malice Aforethought[1]
- Carolyn Keene – The Secret of Shadow Ranch
- Irmgard Keun – Gilgi – eine von uns (Gilgi – One of Us)
- Halldór Laxness – Salka Valka, pt I: Þú vínviður hreini (O Thou Pure Vine)
- W. Somerset Maugham – Six Stories Written in the First Person Singular
- Pierre Mac Orlan – La Bandera
- Nancy Mitford – Highland Fling
- Thomas Mofolo – Chaka
- Leopold Myers – Prince Jali
- Ilf and Petrov – The Little Golden Calf
- Andrei Platonov – The Foundation Pit (Котлован, Kotlovan; completed; not published until after the author's death in 1951)
- Anthony Powell – Afternoon Men
- Ellery Queen – The Dutch Shoe Mystery
- Erich Remarque – The Road Back
- E. Arnot Robertson – Four Frightened People
- Rafael Sabatini – Captain Blood Returns
- Vita Sackville-West – All Passion Spent
- John Monk Saunders – Single Lady
- Dorothy Sayers – Five Red Herrings
- George S. Schuyler – Black No More
- Nevil Shute – Lonely Road
- Georges Simenon – Pietr-le-Letton (book format)
- Upton Sinclair – Roman Holiday
- Thomas Sigismund Stribling – The Forge
- Phoebe Atwood Taylor – The Cape Cod Mystery
- Sigrid Undset – Wild Orchid
- Hugh Walpole – Judith Paris
- Nathanael West – The Dream Life of Balso Snell
- Virginia Woolf – The Waves
- P. G. Wodehouse
  - Big Money
  - If I Were You
- Sax Rohmer - Daughter of Fu Manchu

## Teatru
- Chen Liting – Put Down Your Whip (放下你的鞭子, Fàngxià nǐde biānzi)
- Noël Coward – Post Mortem (published)
- John van Druten – London Wall
- Federico García Lorca – When Five Years Pass (Así que pasen cinco años, written)
- Jean Giraudoux – Judith
- Eugene O'Neill – Mourning Becomes Electra
- Ahmed Shawqi – Qambeez (Cambyses)
- Dodie Smith – Autumn Crocus
- Gladys Bronwyn Stern – The Man Who Pays The Piper
- Ödön von Horváth – Tales from the Vienna Woods (Geschichten aus dem Wiener Wald)
- Thornton Wilder – The Long Christmas Dinner
- Carl Zuckmayer – The Captain of Köpenick (Der Hauptmann von Köpenick)

## Non-ficțiune
- Samuel Beckett – Proust
- Adrian Bell – Silver Ley
- Marc Bloch – Les Caractères originaux de l'histoire rurale française
- Arthur Bryant – King Charles the Second
- Herbert Butterfield – The Whig Interpretation of History
- W. Chapman and V. C. A. Ferraro – A New Theory of Magnetic Storms
- Ali Akbar Dehkhoda et al. – Dehkhoda Dictionary of the Persian language
- Julius Evola – The Hermetic Tradition
- Dion Fortune – Spiritualism in the Light of Occult Science
- John Middleton Murry – Son of Woman: The Story of D. H. Lawrence
- Irma S. Rombauer – The Joy of Cooking
- Helen Thomas – World Without End

## Premii
- Premiul Nobel pentru Literatură: